# フレデリック・アーネスト・ワイス

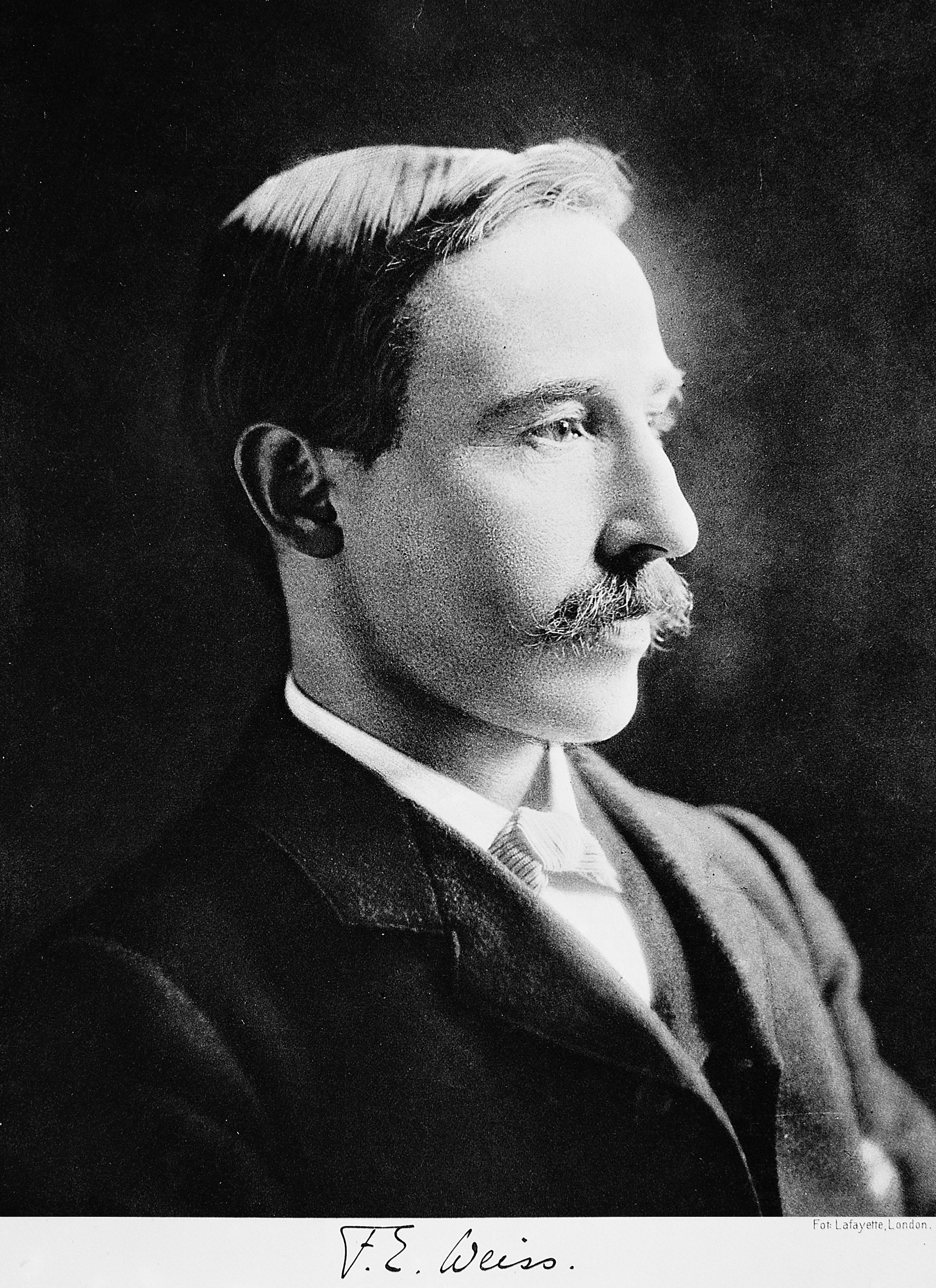
Frederick Ernest Weiss

フレデリック・アーネスト・ワイス（Frederick Ernest Weiss FRS FLS VMH、1865年11月2日 – 1953年1月7日）はイギリスの植物学者である。

## 略歴
ヨークシャーのハダースフィールドで生まれた。父親はドイツ生まれの商人で、軍役につくのを拒否してオランダからイギリスに渡り、イギリスで成功した人物で、母親はユグノーの銀行家の娘であった。オーウェンズカレッジ（Owens College、マンチェスター・ヴィクトリア大学:Victoria University of Manchesterを経て、マンチェスター大学になる)やヨーロッパ大陸の大学で学び、1902年にロンドン大学で博士号を得た。1905年からオーウェンズカレッジで教え始め、1911年にマンチェスター・ヴィクトリア大学の植物学の教授となり、マンチェスター大学の植物学の研究を主導した。1917年に王立協会フェローに選ばれ、1931年から1934年の間、ロンドン・リンネ協会の会長を務め、1946年にリンネ・メダルを受賞した。1953年死去。